# Lista de condados de Utah
Esta é uma lista dos vinte e nove condados do estado americano de Utah. Havia, originalmente, sete condados quando foi estabelecido o Estado de Deseret, em 1850: Davis, Iron, Sanpete, Salt Lake, Tooele, Utah, e Weber.

## Condados
| Condado               | FIPS  | Sede de condado | Data de criação         | Etimologia                                                                       | População (2010) | Área total                   | Mapa |
| --------------------- | ----- | --------------- | ----------------------- | -------------------------------------------------------------------------------- | ---------------- | ---------------------------- | ---- |
| Condado de Beaver     | «001» | Beaver          | 5 de janeiro de 1856    | Beaver é a palavra em inglês para castor. O animal é muito encontrado na região. | 6 629            | 2 591,94 mi² (6 713,09 km²)  |      |
| Condado de Box Elder  | «003» | Brigham City    | 5 de janeiro de 1856    | A grande quantidade de árvores do tipo Box Elder.                                | 49 975           | 6 729,32 mi² (17 428,85 km²) |      |
| Condado de Cache      | «005» | Logan           | 5 de janeiro de 1856    |                                                                                  | 112 656          | 1 173,02 mi² (3 038,10 km²)  |      |
| Condado de Carbon     | «007» | Price           | 8 de março de 1894      |                                                                                  | 21 403           | 1 484,58 mi² (3 845,04 km²)  |      |
| Condado de Daggett    | «009» | Manila          | 7 de janeiro de 1918    |                                                                                  | 1 059            | 720,71 mi² (1 866,63 km²)    |      |
| Condado de Davis      | «011» | Farmington      | 3 de março de 1852      |                                                                                  | 306 479          | 633,96 mi² (1 641,94 km²)    |      |
| Condado de Duchesne   | «013» | Duchesne        | 4 de janeiro de 1915    |                                                                                  | 18 607           | 3 255,92 mi² (8 432,79 km²)  |      |
| Condado de Emery      | «015» | Castle Dale     | 12 de fevereiro de 1880 |                                                                                  | 10 976           | 4 471,81 mi² (11 581,93 km²) |      |
| Condado de Garfield   | «017» | Panguitch       | 9 de março de 1882      | James A. Garfield (1831-1881). Presidente dos Estados Unidos em 1881.            | 5 172            | 5 208,25 mi² (13 489,30 km²) |      |
| Condado de Grand      | «019» | Moab            | 13 de março de 1890     |                                                                                  | 9 225            | 3 683,68 mi² (9 540,68 km²)  |      |
| Condado de Iron       | «021» | Parowan         | 3 de março de 1852      |                                                                                  | 46 163           | 3 301,08 mi² (8 549,75 km²)  |      |
| Condado de Juab       | «023» | Nephi           | 3 de março de 1852      |                                                                                  | 10 246           | 3 406,40 mi² (8 822,53 km²)  |      |
| Condado de Kane       | «025» | Kanab           | 16 de janeiro de 1864   |                                                                                  | 7 125            | 4 108,52 mi² (10 641,01 km²) |      |
| Condado de Millard    | «027» | Fillmore        | 4 de outubro de 1851    |                                                                                  | 12 503           | 6 827,89 mi² (17 684,15 km²) |      |
| Condado de Morgan     | «029» | Morgan          | 17 de janeiro de 1862   |                                                                                  | 9 469            | 610,91 mi² (1 582,24 km²)    |      |
| Condado de Piute      | «031» | Junction        | 16 de janeiro de 1865   |                                                                                  | 1 556            | 765,72 mi² (1 983,20 km²)    |      |
| Condado de Rich       | «033» | Randolph        | 16 de janeiro de 1864   |                                                                                  | 2 264            | 1 086,36 mi² (2 813,65 km²)  |      |
| Condado de Salt Lake  | «035» | Salt Lake City  | 3 de março de 1852      |                                                                                  | 1 029 655        | 807,37 mi² (2 091,07 km²)    |      |
| Condado de San Juan   | «037» | Monticello      | 17 de fevereiro de 1880 |                                                                                  | 14 746           | 7 933,15 mi² (20 546,76 km²) |      |
| Condado de Sanpete    | «039» | Manti           | 3 de março de 1852      |                                                                                  | 27 822           | 1 602,54 mi² (4 150,55 km²)  |      |
| Condado de Sevier     | «041» | Richfield       | 16 de janeiro de 1865   |                                                                                  | 20 802           | 1 918,40 mi² (4 968,63 km²)  |      |
| Condado de Summit     | «043» | Coalville       | 13 de janeiro de 1854   |                                                                                  | 36 324           | 1 881,97 mi² (4 874,27 km²)  |      |
| Condado de Tooele     | «045» | Tooele          | 3 de março de 1852      |                                                                                  | 58 218           | 7 286,08 mi² (18 870,86 km²) |      |
| Condado de Uintah     | «047» | Vernal          | 18 de fevereiro de 1880 |                                                                                  | 32 588           | 4 501,39 mi² (11 658,54 km²) |      |
| Condado de Utah       | «049» | Provo           | 3 de março de 1852      |                                                                                  | 516 564          | 2 144,11 mi² (5 553,21 km²)  |      |
| Condado de Wasatch    | «051» | Heber           | 17 de janeiro de 1862   |                                                                                  | 23 530           | 1 205,99 mi² (3 123,49 km²)  |      |
| Condado de Washington | «053» | Saint George    | 3 de março de 1852      |                                                                                  | 138 115          | 2 429,95 mi² (6 293,54 km²)  |      |
| Condado de Wayne      | «055» | Loa             | 10 de março de 1892     |                                                                                  | 2 778            | 2 466,49 mi² (6 388,17 km²)  |      |
| Condado de Weber      | «057» | Ogden           | 3 de março de 1852      |                                                                                  | 231 236          | 659,39 mi² (1 707,81 km²)    |      |